# Parroquia de Jõhvi
La parroquia de Jõhvi (estonio: Jõhvi vald) es un municipio estonio perteneciente al condado de Ida-Viru.
El municipio fue creado en 1993 como uno de los municipios iniciales del país. No obstante, la capital del condado Jõhvi era inicialmente un municipio urbano aparte y no se integró en la parroquia rural hasta 2005. Aunque la gran mayoría de la población municipal vive en la capital municipal Jõhvi, considerada ciudad, esta evolución histórica hace que se considere parroquia y no municipio urbano.
En 2017 tiene 11 620 habitantes, en una extensión de 123,91 km², con una densidad de población de 94 hab./km².
Se ubica en el norte del condado.

## Localidades
Comprende una ciudad (la capital municipal Jõhvi), un pueblo (Tammiku) y las siguientes 11 aldeas:
- Edise 165
- Jõhvi 10,775
- Kahula 113
- Kose 138
- Kotinuka 40
- Linna 28
- Pajualuse 50
- Pargitaguse 490
- Pauliku 70
- Puru 71
- Sompa 82
- Tammiku 291